# Два з половиною чоловіки
«Два з половиною чоловіки» (англ. Two and a Half Men) — американський комедійний телесеріал (ситком), який виходив на CBS протягом дванадцяти сезонів з 22 вересня 2003 року по 19 лютого 2015 року. Чарлі Шин, Джон Краєр та Ангус Т. Джонс знялись у відповідних ролях, гедонізмітичного композитора джинґлів, Чарлі Харпера, його витонченого брата Алана, і неприємного сина Алана, Джейка. Після розлучення з дружиною, Алан, разом зі своїм сином, переїжджають до його брата в будинок на березі океану в Малібу, де ускладнюють вільне життя Чарлі.
У 2010 році, під час трансляції восьмого сезону, CBS та Warner Bros. Television досягли багаторічної угоди про випуск серіалу. Однак у лютому 2011 року CBS і Warner Bros. вирішили закінчити виробництво на решту восьмого сезону після того, як Шин почав лікуватись від наркозалежності і зробив «зневажливе зауваження» про творця та виконавчого продюсера Чака Лоррі. Контракт Шина був припинений наступного місяця, і він підтвердив, що не повернеться до серіалу. Ештон Кутчер був найнятий, щоб замінити його в наступному сезоні в ролі Уолдена Шмідта, мільярдера, який купує будинок Чарлі після його смерті.
У квітні 2013 року CBS повернув серіал для одинадцятого сезону після завершення однорічних угод із Кутчером та Краєром. Джонса, який відвідував коледж, замінила Ембер Темблін у ролі Дженні, невідомої дочки Чарлі. У березні 2014 року CBS почав розробку дванадцятого сезону, який пізніше був оголошений «останнім». Сезон розпочався в жовтні 2014 року і завершився у лютому 2015.
Станом на 2012 рік, дохід серіалу становив 3,24 мільйони доларів за серію.

## Синопсис
Холостяк і запеклий ловелас Чарлі Харпер погоджується прихистити свого брата Алана, що біжить від сімейних неприємностей. Алан переживає розлучення зі своєю егоїстичною дружиною, яка за допомогою свого адвоката привласнила сімейний будинок та викачує з бідолахи Алана аліменти. І ось два брати ділять дах, мешкаючи в шикарному особняку, що належить Чарлі і розташований у Малібу на самому березі океану. Вихідні дні та канікули разом з ними проводить син Алана Джейк — нетямущий хлопчисько, вимушений набиратися життєвого досвіду в компанії зануди батька і невиправного гедоніста в особі дядечка Чарлі.
Чарлі пише музику для рекламних роликів, на чому непогано заробляє, спускає гроші на випивку, жінок і розваги. Алан намагається ужитися з братом і змінити своє життя з його допомогою, але, схоже, незручні ситуації і розчарування стали його вічними супутниками. В кінці третього сезону Алан знову одружується, і знову невдало. Але життя продовжується і, незважаючи ні на що, брати, як і раніше разом, і доросліший Джейк Гарпер з ними.

## Скандали
- Лі Аронсон у 2012 році був звинувачений у сексизмі після того, як відповів журналісту на конференції сценаристів у Торонто: «Годі вам. Наш серіал розповідає про двох чоловіків, які постраждали від жінок. Не від чоловіків».[2]

## Персонажі та актори
- Чарльз Френсіс «Чарлі» Гарпер (Чарлі Шин) — успішний музикант, який заробляє на життя твором джинґлів для реклами. Коли замовлення на джинґли вичерпуються, несподівано перепрофілюється в композитора дитячих пісеньок і починає заробляти ще більше. Проживає в двоповерховому будинку на березі океану в Малібу, штат Каліфорнія, і веде спосіб життя запеклого гульвіси, якого хвилює тільки секс, випивка і азартні ігри. Протягом серіалу двічі хотів одружитися — на балерині Мії і на Челсі. Після розриву відносин з Челсі, по-п'яні, одружується на стриптизерці-німфоманці в Лас-Вегасі. Любить свого племінника Джейка і вчить його тому, як спілкуватися з дівчатками, грати в карти, робити ставки і багато чому іншому, в чому сам Чарлі, безсумнівно, професіонал. Читає спеціалізований журнал для музикантів Keyboard і American Turf, присвячений стрибкам. Після скандалу й звільнення Шина продюсери вирішили позбавитися від Чарлі Гарпера, убивши його («штовхнувши» на рейки в метро), щоб зробити абсолютно неможливим його повернення в серіал[3].
- Джейкоб Девід «Джейк» Гарпер (Ангус Ті. Джонс[en]) — типовий підліток, який полюбляє поїсти, телевізійні шоу і відеоігри. Навіть для свого віку він не дуже розумний, хоча деколи з дитячою безпосередністю видає влучні зауваження на адресу батька і дядька.
- Алан Джером Гарпер (Джон Краєр) — двічі розлучений мануальний терапевт, переслідуваний постійним невезінням. Страждає від безлічі комплексів, хоче змінити своє життя, проте дуже боїться при цьому зрадити своїм ідеалам. Іпохондрик. Втративши свій будинок і майно, що дісталися першій дружині Джудіт після розлучення, з початку серіалу живе у свого брата Чарлі, куди повертається знову після другого шлюбу. Інтелігентний, незграбний, педантичний.
- Джудіт Гарпер (у другому шлюбі — Мельник) (Марін Гінкль[en]) — перша дружина Алана, неврастенічка, яка зневажає Алана і вважає його винним у своїй «втраченій молодості».
- Евелін Гарпер (Голланд Тейлор) — мати Чарлі і Алана, агент з продажу дорогої нерухомості. Світська дама вельми стервозного характеру. Дотепна і уїдлива дама холеричної вдачі, не обділена чоловічою увагою. У вихованні синів брала лише невелику участь, однак, обділена внаслідок цього повагою і турботою з їх боку, зображає з себе ображену доброчесність.
- Роуз (Мелані Лінскі) — сусідка Чарлі, яка закохана в нього і постійно його переслідує. Чарівна і безпосередня, вона явно «з привітом» як і інші члени її сім'ї, але незважаючи на її дивацтва, практично всі герої чудово до неї ставляться. Стежить за Чарлі і всім його сімейством, завжди в курсі всіх дрібниць, пов'язаних з життям сім'ї Харпер. Часто входить в будинок Чарлі і залишає його через балкон, не використовуючи драбину, мстива і непристойно багата.
- Берта (Кончата Феррелл) — хатня робітниця Чарлі, норовиста і грубувата мешканка неблагополучних районів окраїни, вимушена працювати з самого дитинства. Має кількох дітей (одна з її дочок відбуває термін у в'язниці). До життя ставиться з неабиякою часткою цинізму й не без гумору. Кладезь життєвої мудрості, приправленої сарказмом. Чарлі ставиться до неї як до члена сім'ї.
- Кенді (Ейпріл Боулбі) — одна з численних подружок Чарлі «на одну ніч», яка стала дівчиною, а згодом і другою дружиною Алана (вони поєдналися шлюбом абсолютно несподівано для всіх в Лас-Вегасі). Непрохідна дурість 22-річної Кенді і схильність до німфоманії поєднуються в ній з чарівністю і дитячою безпосередністю, чим вона і полонила сексуально незадоволеного Алана. Їхні стосунки, спочатку складалися благополучно, зіпсувалися після одруження, що призвело до розлучення.
- Челсі (Дженіфер Біні Тейлор[en]) — дівчина, з якою у Чарлі нарешті розвинулися постійні відносини. В кінці шостого сезону переїжджає жити до Чарлі і стає його нареченою, але в сьомому сезоні йде від Чарлі. Цікавий момент: Челсі — не перша роль Дженніфер Тейлор в цьому серіалі. Вона з'являлася ще тричі: в ролі Сюзанни в пілотній серії першого сезону, в ролі Тіни в першому і другому сезонах і в ролі Ніни в п'ятому сезоні.
- Волден Шмідт (Ештон Кучер) — персонаж, який замінив героя Чарлі Шина в дев'ятому сезоні після його смерті[4]. Інтернет-мільярдер з розбитим серцем, знаходиться у стадії розлучення зі своєю дружиною Бріджит і на межі самогубства. На початку дев'ятого сезону буде претендувати на будинок Чарлі поряд з персонажами з інших серіалів Чака Лоррі, таких як Дарма і Грег.

## Другорядні персонажі
- Доктор Герб Мелнік (Раян Стілз[en]) — педіатр Джейка, став постійним коханцем, а згодом другим чоловіком Джудіт і номінальним батьком її другої дитини (хто біологічний батько, Алан чи Херб, так і невідомо, але є чимало натяків що це — Алан).
- Доктор Лінда Фрімен (Джейн Лінч) — психолог. Спочатку на прохання Джудіт до неї приводять Джейка, згодом її клієнтами стають Алан, Чарлі і Волден. Іронічна, цинічна і відверто отримує задоволення від сповідей братів. У дев'ятому сезоні зізналася, що є лесбійкою.

## Запрошені зірки
Серед акторів, що знялися в епізодичних ролях, безліч зірок кіно і шоу-бізнесу. Серед них:
- Джадд Нельсон («Клуб «Сніданок», «Вогні святого Ельма») виконує роль Кріса, колишнього чоловіка Ліндсі
- Люсі Лоулес (відома по серіалу «Ксена: принцеса-воїн») виконала роль Памели в 18-ій серії 2-го сезону;
- Кей Панабейкер («Читай і ридай», «Слава»), яка виконала роль Софі;
- Мартін Шин (батько Чарлі Шина), що виконав роль батька Роуз;
- Еміліо Естевес (брат Чарлі Шина) у ролі найкращого друга Чарлі Енді;
- Деніз Річардс (колишня дружина Чарлі Шина), яка зіграла одну з подружок Чарлі;
- Меган Фокс в ролі сексуальної онучки Берти;
- Сара Рю, відома за серіалом «Клава, давай», в ролі дочки Берти, Наомі;
- Брук Шилдс, зіграла сусідку Даніель;
- Кевін Сорбо, відомий по ролі Геркулеса в популярному серіалі, виконав роль Енді — колишнього чоловіка Менді і батька Кенді;
- Енріке Іглесіас у ролі Фернандо, 4 сезон 23 серія;
- Шон Пенн у ролі самого себе;
- Гаррі Дін Стентон у ролі самого себе;
- Елвіс Костелло у ролі самого себе;
- Вокаліст та фронт-мен групи Aerosmith Стівен Тайлер у ролі самого себе;
- Майкл Кларк Дункан («Зелена миля», «Армагедон») у ролі сусіда Чарлі, батька дівчини Джейка;
- Джеймс Эрл Джонс у ролі самого себе, розпорядник на «похоронах» Чарлі;
- Роберт Вагнер у ролі невдалого чоловіка Евелін Тедді Леопольда (насправді його ім'я Натан Кранка);
- Джон Еймос («Поїздка до Америки») у ролі коханця батька Челсі Еда;
- Диора Бэйрд, відома за фільмом («Дівчина мого найкращого друга»), у ролі Ванди;
- ZZ Top в повному складі у ролі самих себе;
- Тері Гетчер, зіграла сестру Джудіт, яка займалась з Чарлі сексом в гардеробі під час вінчальної церемонії Алана і Джудіт;
- Гізер Локлір, адвокат Алана з розлучення.
- Еммануель Вож'є, у ролі Міа. Перша дівчина з якою у «Чарлі» Харпера були довгі та серйозні стосунки;
- Едді Ван Гален, у ролі самого себе в туалеті студії, де записувалась Міа;
- Кортні Торн-Сміт, у ролі Лінсі МакЕлрой — подруги Алана;
- Дженні Маккарті, у ролі доньки Тедді, Кортні (її справжнє ім'я Сільвія Фішмен, але для Чарлі і решти вона залишається Кортні).
- Керол Кейн, у ролі Шеллі, матері Меліси.
- Майлі Сайрус, у ролі Міссі.
- Майкл Болтон, у ролі самого себе;